# Changes (album Collage)
Changes – album zespołu Collage wydany w 1995 nakładem wytwórni Ars Mundi. Była to poszerzona wersja albumu Zmiany wydanego tylko na kasecie w 1994. W 2003 Metal Mind Records wydał wersję zremasterowaną z bonusami.
Płyta zawierała utwory demo nagrane przez zespół w latach w 1985–1992, w tym kilka wczesnych wersji utworów wydanych na płycie Baśnie („Rozmowa”, „Ja i Ty”) i Moonshine („Lovely Day”, „The Blues”). W utworach na płycie śpiewało aż czterech wokalistów, którzy współpracowali z zespołem w ciągu 7 lat.

## Lista utworów
źródło
1. „Zmiany” – 4:47
2. „Kołysanka ’87” – 4:50
3. „My czarodzieje” – 3:25
4. „Nocy zamyślona” – 7:56
5. „Ja i Ty ’88” – 3:07
6. „Just Like Heaven (part 1)” – 5:22
7. „Just Like Heaven (part 2)” – 3:03
8. „Midnight Flier” – 4:00
9. „38/39” – 3:40
10. „Rozmowa ’86” – 4:18
11. „Lovely Day ’92” – 5:50
12. „The Blues ’92” – 5:16
13. „Sun Meadows” – 4:27

Utwory bonusowe na edycji z 2003 r.:
1. „Old Romantic Style” – 4:23
2. „Living in the Moonlight” – 4:19

- „God” (live w „Stodole”, Warszawa 1995, video) – 8:05
- „One of Their Kind” (video) – 4:13

źródło
- Utwór 1: lato 1987
- Utwory 2 – 3: kwiecień 1987
- Utwór 4: wiosna 1985
- Utwór 5: 1988
- Utwory 6 – 8: luty 1991
- Utwory 9 – 10: zima 1986
- Utwory 11 – 12: czerwiec 1992
- Utwór 13: 1992

## Twórcy
źródło
- Mirosław Gil – gitara
- Wojciech Szadkowski – perkusja
- Przemysław Zawadzki – gitara basowa

### Gościnnie
- Jerzy Barczuk – gitara (utwory 4, 9, 10)
- Zbigniew Bieniak – śpiew (utwory 6, 7, 8)
- Jacek Korzeniowski – instrumenty klawiszowe (utwory 1, 2, 3, 5)
- Jarosław Majka – śpiew (utwory 9, 10)
- Anna Milewska – instrumenty klawiszowe, pianino (utwory 1, 3, 5, 9)
- Krzysztof Palczewski – instrumenty klawiszowe (utwory 6, 7, 8, 11, 12, 13)
- Wiesława Półtorak – wiolonczela (utwór 4)
- Tomasz Różycki – śpiew (utwory 1, 2, 3, 5)
- Jarosław Wajk – śpiew (utwory 4, 11, 12)
- Piotr Witkowski – gitara akustyczna (utwory 6, 7, 8, 11)
- Paweł Zajączkowski – instrumenty klawiszowe (utwory 4, 9, 10)